# Aisha Dee
Aisha Dee (Gold Coast, Queensland, Austràlia, 13 de setembre de 1993) és una actriu i cantant australiana, coneguda pel seu paper de Kat Edison a la sèrie de televisió estatunidenca The Bold Type (2017–2020).

## Biografia
Filla d'una mare anglo-australiana i un pare afroamericà, va néixer el 1993 a la costa est d'Austràlia, a la ciutat de Gold Coast, uns setanta quilòmetres al sud de Brisbane, capital de l'estat de Queensland. La mare de Dee, una cantant d'òpera, era la més gran de tretze germans.
Amb catorze anys Dee va ser seleccionada per interpretar Desiree Biggins a The Saddle Club (2008-2009), l'adaptació australiana de la sèrie de llibres per a adolescents de Bonnie Bryant i es va traslladar a Melbourne, amb els seus companys de repartiment Ariel Kaplan i Marny Kennedy.
El 2009 se'n va anar amb la seva família a Los Angeles on el 2011 va aconseguir un paper a la sèrie I Hate My Teenage Daughter al costat de l'actriu còmica Jaime Pressly.
Des del 2017 interpreta el paper de Kat Edison, la directora de xarxes socials de la revista Scarlet a la sèrie estatunidenca The Bold Type, al costat de les seves inseparables amigues i confidents Jane Sloan (Katie Stevens) i Sutton Brady (Meghann Fahy).
Dee va mantenir converses amb els escriptors i productors de la sèrie The Bold Type juntament amb executius de Freeform i Universal TV, per promoure històries més autèntiques contractant, promocionant i escoltant veus diverses, després de denunciar en un post que la diversitat davant de la càmera s'ha de reflectir en la diversitat de l'equip creatiu que hi ha darrere de la càmera, fent alusió al fet que al llarg dels 46 episodis de les quatre primeres temporades només es va contractar una dona negra com a directora per a dos episodis, igual que en la falta de diversitat en equip de guionistes i maquilladores.
L'actriu deixa clar que qüestions com aquestes no són exclusives de The Bold Type, sinó que són comuns a Hollywood. "La indústria de l'entreteniment ha funcionat d'aquesta manera des dels seus inicis", comenta Dee.

## Filmografia

### Televisió
| Any          | Títol                             | Paper                     | Notes                                                                                  |
| ------------ | --------------------------------- | ------------------------- | -------------------------------------------------------------------------------------- |
| 2008–2009    | The Saddle Club                   | Desiree "Desi" Biggins    | 23 episodis                                                                            |
| 2009         | Skyrunners                        | Katherine "Katie" Wallace | Telefilm                                                                               |
| 2010         | Dead Gorgeous                     | Christine                 | 13 episodis                                                                            |
| 2011–2013    | I Hate My Teenage Daughter        | Mackenzie                 | 13 episodis                                                                            |
| 2011         | Terra Nova                        | Tasha                     | 2 episodis                                                                             |
| 2014–2015    | Chasing Life                      | Elizabeth "Beth" Kingston | 34 episodis                                                                            |
| 2015         | Baby Daddy                        | Olivia                    | Episodi: "House of Cards"                                                              |
| 2015         | Comedy Bang! Bang!                | Teen Friend               | Episodi: "Thomas Middleditch Wears an Enigmatic Sweatshirt and Sweatpants and Pockets" |
| 2016–2017    | Sweet/Vicious                     | Kennedy                   | 10 episodis                                                                            |
| 2017–present | The Bold Type                     | Kat Edison                | 45 episodis                                                                            |
| 2017         | Channel Zero: No-End House        | Jules Koja                | 6 episodis                                                                             |
| 2019         | Ghosting: The Spirit of Christmas | Jess                      | Telefilm                                                                               |
| 2020         | Celebrity Family Feud             | Herself                   | Episodi: The Bold Type vs. RuPaul's Drag Race                                          |

### Cinema
| Any  | Títol           | Paper | Notes |
| ---- | --------------- | ----- | ----- |
| 2015 | TheCavKid       | Maura | Curt  |
| 2020 | The Nowhere Inn | Kayla |       |

## Premis i Nominacions
- Teen Choice Awards
  - Nominada 2017 pel Choice Summer TV Star: Dona (The Bold Type)
  - Nominada 2018 pel Choice Summer TV Actor (The Bold Type)